# زمین‌لرزه ۲۰۱۱ میانمار
زمین‌لرزه میانمار  در تاریخ ۲۱ نوامبر ۲۰۱۱ میلادی، برابر با ‎۳۰ آبان ۱۳۹۰، ساعت ۳:۱۵ به زمان یوتی‌سی در میانمار رخ داد.ژرفای این زلزله ۱۰٫۹ کیلومتر بود. بزرگی آن ۵٫۹ در مقیاس Mw بدست آمده‌است.
زمین‌لرزه هیچ کشته‌ای نداشته است.